# Le Signe de la lune
 (octobre 2023).
Si vous disposez d'ouvrages ou d'articles de référence ou si vous connaissez des sites web de qualité traitant du thème abordé ici, merci de compléter l'article en donnant les références utiles à sa vérifiabilité et en les liant à la section « Notes et références ».
Le Signe de la lune est un album de bande dessinée publiée en France en 2009 par Dargaud dans la collection Long Courrier. Elle s'inspire d'un premier ouvrage du même nom de Enrique Bonet publié en Espagne en 2005.

## Synopsis
L'histoire se déroule dans les années 1920, dans le monde d'Aldea, petite ville d’Espagne à la lisière de la forêt. 
Artemis, l'héroïne, développe une attirance inexplicable pour la lune. C’est dans ce monde étrange, merveilleux et inquiétant ou les anciennes croyances sont bien ancrées dans les esprits qu’un drame va se nouer...

## Personnages
- Artémis
- Brindille
- Pif
- Rufo
- Le frère d'Artémis